# 諸橋健一
諸橋 健一（もろはし けんいち、1942年 - 2024年４月23日）は、日本の実業家。ムービーテレビジョンの創設者。日本大学芸術学部放送学科卒。

## 略歴
大学の級友に秘田余四郎の弟がいたことから秘田の会社である映画配給会社、日本テレピックスでアルバイトを始める。1965年に大学を卒業した後は同社に入社するも、秘田の死去により倒産。同社は秘田の弟により東京放映として再興され諸橋も参加する。
1967年、東京放映の事業が山田かつらの卸売りが中心になったことからニュージャパンフィルムに移籍し、ヨーロッパの映画の配給に関わる。
1973年、テレビ局の人間から、CM制作会社のビデオフィルムが映画部を立ち上げるので面倒を見て欲しいと頼まれ、同社に移籍。
移籍した理由として諸橋は、アメリカ映画の勃興の影響でヨーロッパの映画産業に陰りを感じていたが、ニュージャパンフィルムの親会社である東宝東和は当時アメリカ映画を扱っていなかったことから、会社を移ってアメリカ映画を取り扱うことを決めたのだと言う。
諸橋に話が行ったのは、ビデオフィルムの親会社であるビデオプロモーション社長の藤田潔が映画ビジネスへの参入を考えていることを知ったテレビ局の人間が外国映画の品定めや映画会社と交渉できる人間として藤田に諸橋を紹介したのだという。
同社に入社して2年ほど経った頃、諸橋が入社する前にビデオプロモーションがテレビ配給権を取得した『ミクロの決死圏』のフィルムがアメリカから送られてこないという事件が起きる。エージェントがビデオフィルム以外にも東映、さらにもう1社とも配給契約を結んで3社分の契約金を使い込んでいたことが判明。20世紀フォックス側はエージェントとの契約を破棄し、改めてビデオフィルムと契約を結ぶと言う形で話はまとまった。
そのトラブルを解決する為に渡米した際、20世紀フォックス側の通訳をしていた飛鳥井雅昭と知り合い、長年渡ってともに仕事をするようになる。
1984年6月1日に飛鳥井などの4人の仲間とともにビデオフィルムから独立し、ムービーテレビジョンを設立。同社は東映と組んで20世紀フォックスの作品を中心にテレビ配給・日本語版の制作を手掛けながら、後にメトロ・ゴールドウィン・メイヤー、パラマウント・ピクチャーズ、ユニバーサル・ピクチャーズとも独占契約を結んだ。
MGMとパラマウントと独占契約を結ぶきっかけとなったのは人脈であるという。20世紀フォックスで親しい関係だったジェームズ・グリフィスがMGMに移籍し、MGMインターナショナルテレビジョンの社長となったことから、独占契約の話を持ち掛け、2年ほどかけて契約に至った、MGMの担当者だったジェームス・ハーロックがパラマウントに移籍したことからそちらにも話を持ち掛けたのだと言う。
ユニバーサルについては同社から話を持ち掛けられたとされる。
ムービーテレビジョン設立からほどなくして、ESPNの人間から日本進出への相談を持ち掛けられる。ESPN側はアメリカ同様に通信衛星を用いてケーブルテレビへの配給を中心にした事業を計画していたが、諸橋は「日本の市場は地上波だから、特にNHKへの配給を試みるべき」と答え、三菱商事に新会社設立の話を持ち掛ける。
それにより、三菱商事、ムービーテレビジョン、ESPN、セゾングループの4社合併によるESPNジャパンが設立され、、諸橋がムービーテレビジョンと兼務する形で社長に就任した
。
ムービーテレビジョンは2001年12月13日にジャスダックに上場し、2002年に実写映画制作にも進出する。これに関しては20世紀FOXジャパンから日本で映画を共同で制作し、アジア市場に売り込むことを提案されたことがきっかけだと言う。
その後は資金繰りに苦しみ380億円の負債を抱えて2004年3月に民事再生法を申請し、同年7月にはソフトバンク・ブロードメディアに営業権を譲渡しブロードメディア・スタジオとなった。

## 人物
実家は千葉県石川市。同じ業界の人間について、テレキャス・ジャパンの黒田研三をライバルと呼び、「自分より5倍は優れた人物」と評している。遥かに大きな存在としては東北新社の植村伴次郎を挙げ、「（ムービーテレビジョンの）数十倍は立派な会社。テレビ向け配給事業だけでも追いつきたい」と述べていた。

## 参加作品
特記の無い物はプロデューサーとしての参加。

### 吹き替え
- 戦え!超ロボット生命体トランスフォーマー（1985 - 1986年）
- 地上最強のエキスパートチーム G.I.ジョー（1986 - 1987年）
- 戦え!超ロボット生命体トランスフォーマー2010（1986 - 1987年）
- トップモデル諜報員 カバー・アップ（1990年）
- ダークエンジェル（2002年） - 企画

### 映画
- 少年の誘惑（2002年） - 製作
- OUT（2002年） - 製作総指揮